# أمير أباد (نجف أباد)
أمیر أباد (بالفارسية: امیرآباد) هي قرية تقع في إيران في Najafabad Rural District. يقدر عدد سكانها بـ 143 نسمة .